# Czechowo (przystanek kolejowy)
Czechowo – dawny przystanek kolejowy (Gnieźnieńska Kolej Wąskotorowa) w Czechowie, w województwie wielkopolskim, w Polsce. Zlikwidowany w 1984.